# Муромське князівство
Му́ромське князі́вство — руське князівство зі столицею в Муромі. Розташовувалося на землях угро-фінського племені мурома, на території сучасної Володимирської області Російської федерації. До середини XII століття підпорядковувалося великому князю київському. 1127 року виокремилося у самостійне князівство. У 1150-х роках стало частиною Рязанського князівства, але 1161 року знову унезалежнилося. 1239 року було зруйноване монголами. Згодом було васалом Золотої Орди. 1392 року приєднане до Великого князівства Московського.

## Князі
- Гліб-Давид Володимирович (1013–1015)[1]
- Муромський похід (1096)